# Opus (lydformat)
 For alternative betydninger, se Opus (flertydig). (Se også artikler, som begynder med Opus)
Opus er et lydkompressionsformat udviklet af Internet Engineering Task Force (IETF).
Formatet er skabt specielt til realtidsanvendelser, som kommunikerer over internettet. Opus er et åbent lydkodningsformat og standardiseret via RFC 6716. Opus anvender teknik fra codec'ene SILK og CELT - og tilbyder codec-kildekoden som fri software med en enkelt restriktion.
Opus kan sømløst skalere mellem højere og lavere bithastigheder og tilpasse sig til ringere eller bedre forbindelser, f.eks. en dårlig forbindelse. Opus har en meget lav algoritmisk forsinkelse i forhold til andre populære lydformater; såsom MP3, Vorbis og HE-AAC. Trods dette præsterer Opus godt mht. kvalitet per bithastighed.
I november 2014 begyndte Youtube at anvende Opus, ved 48, 64 og 160 kbit/s (nominelle streams) i sin HTML5-videospiller.

## Sammenligning med andre lydformater
Opus har vist sig at have udmærket kvalitet, og på højre bithastigheder konkurrerer Opus med lydformater, som har meget højere forsinkelse, såsom HE-AAC og Vorbis. I marts–april 2011 gennemførte Hydrogenaudio en lyttetest, hvor en stream på 64 kbit/s anvendtes. Opus (CELT) fik førstepladsen i denne test, fulgt af HE-AAC (Apple, Nero) og Vorbis (aoTuV).
I juli 2014 gennemførtes yderligere en lyttetest, hvor Opus (libopus 1.1), Vorbis (aoTuV b6.03) og AAC-LC (Apple Itunes 11.2.2) sammenlignede ved 96 kbit/s (nominelt), og MP3 (Lame 3.99.5) ved 128 kbit/s (nominelt). Selv i denne test fik Opus førstepladsen.

## Software understøttelse
Webbrowseren Mozilla Firefox understøtter Opus fra version 15.
Webbrowseren Chromium (Google Chrome m.fl.) har fuld understøttelse af Opus, med fuld aktiveret funktionalitet, siden version 33.
Webbrowseren Microsoft Edge understøtter Opus fra Build 14316.
Mediaspilleren VLC understøtter Opus fra version 2.0.4.
Mediaspilleren foobar2000 understøtter Opus fra version 1.1.14.
VoIP-programmet Mumble understøtter Opus som sit standard valgte lydformat fra version 1.2.4.